# 전기저항
전기저항(電氣抵抗, electrical resistance)은 도체에서 전류의 흐름을 방해하는 정도를 나타내는 물리량이다. 국제단위계 단위는 옴이고 {\displaystyle \Omega }로 나타낸다. 전기 회로 이론에서는 간단히 줄여 저항이라고 부른다. 반대로 전기를 얼마나 잘 흐르게 하는 지를 나타내는 물리량은 전기 전도도(電氣傳導度, electrical conductance)라고 하고 {\displaystyle \sigma }로 나타낸다. 전기 전도도는 전기저항의 역수이다.

## 개요

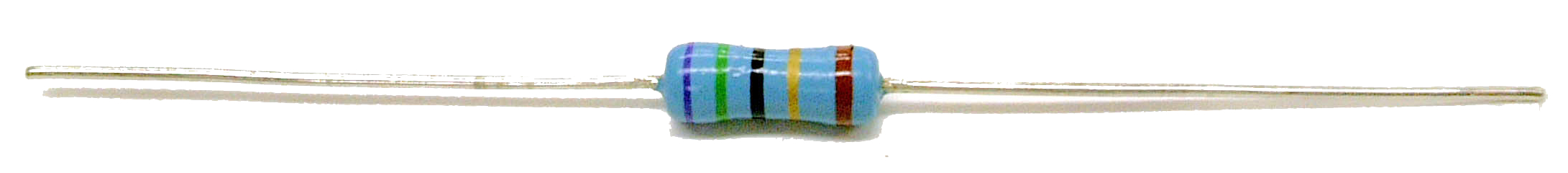
금속피막 저항기. 사진에 표시된 값은 6.5 이다.

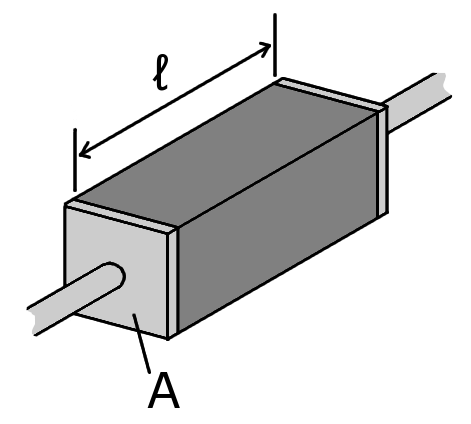
일정한 비저항을 갖는 물체의 저항은 길이에 비례하고 단면적에 반비례한다.

전기저항은 세기 성질과 크기 성질을 모두 보인다. 물질마다 서로 다른 값을 갖는 비저항은 전기저항의 세기 성질이고, 물질의 모양은 크기 성질이다. 전기저항의 비저항(比抵抗, resistivity)은 물질에 따라 서로 다르다.
물체의 저항은 비저항이 클수록, 물체의 길이가 길수록, 단면적이 작을수록 커진다. 어떤 물질의 비저항을 {\displaystyle \rho }, 길이를 {\displaystyle L}, 단면적을 {\displaystyle A}라고 할 때 저항 {\displaystyle R}의 크기는 다음과 같은 관계를 보인다.
{\displaystyle R=\rho {\frac {L}{A}}}
전기 회로에서 저항은 전류의 흐름을 방해하여 전압 강하를 일으킨다. 따라서 회로의 두 지점 사이의 저항 {\displaystyle R}은 전압 {\displaystyle V}와 전류 {\displaystyle I}의 비로 나타낼 수 있다.
{\displaystyle R={\frac {V}{I}}\!}
한편, 회로의 전기 전도도는 비저항의 역수로 나타낼 수 있다.
{\displaystyle \sigma ={1 \over \rho }}
{\displaystyle \sigma } - 전기 전도도, {\displaystyle \rho } - 저항

## 비저항
비저항의 크기가 작아 전기를 잘 전달하는 물질을 도체, 비저항의 크기가 커서 전기를 잘 전달하지 못하는 물질을 부도체라고 한다. 반도체는 주어진 조건에 따라 도체와 부도체의 특징을 모두 보일 수 있는 물질이다.
잘 알려진 물질의 상온 비저항은 다음과 같다.
| 물질     | 비저항 (단위: {\displaystyle \times 10^{-8}\Omega \cdot m} |
| -------- | ---------------------------------------------------------- |
| 은       | 1.59                                                       |
| 구리     | 1.68                                                       |
| 금       | 2.44                                                       |
| 알루미늄 | 2.65                                                       |
| 텅스텐   | 5.6                                                        |
| 니켈     | 6.99                                                       |
| 철       | 9.71                                                       |
| 백금     | 10.6                                                       |
| 납       | 22                                                         |

### 온도와의 관계
물질의 비저항은 온도에 따라 달라진다. 온도에 따른 비저항 변화 비율을 저항온도계수라고 하고 일반적으로 {\displaystyle \alpha }로 나타낸다. 온도의 변화를 {\displaystyle \Delta t}라고 하면 상온 비저항 {\displaystyle R}에 대한 변화된 비저항 {\displaystyle R^{'}}는 다음과 같이 나타낼 수 있다.
{\displaystyle R^{'}=R+\alpha \cdot \Delta t}
전기회로에 사용되는 저항기의 저항온도계수는 1백만분의 1 °C를 기준으로 하는 ppm/°C 로 나타낸다. 금속피막형 저항기의 경우 저항온도계수는 약 ±50 - ± 200 ppm/°C 정도이다.

## 옴의 법칙

네 종류의 전기 회로 소자에서 나타나는 전류-전압 특성. 저항값이 큰 저항기, 저항값이 작은 저항기, 다이오드, 전지

독일의 물리학자 게오르크 옴이 발견한 옴의 법칙은 전류와 전압 사이에 일정한 비례 관계가 성립한다는 것을 나타내는 법칙이다.
{\displaystyle I\propto V}
{\displaystyle I}: 전류, {\displaystyle V}: 전압
옴은 전압과 전류의 이러한 비례 관계를 토대로 전기저항을 정의하고 다음과 같은 관계를 정리하였다.
{\displaystyle V=IR}
{\displaystyle I}: 전류, {\displaystyle V}: 전압, {\displaystyle R}: 저항

## 온저항
전기 회로에서 직류와 달리 교류는 일정한 주기를 갖고 전압과 전류가 변화한다. 일반적으로 전압, 전류의 변화는 사인파 형태를 띈다. 따라서 한 주기를 놓고 보았을 때 전체 전압 또는 전류의 총 변화량은 0 이 되어버린다. 그러나 실제 전기 회로가 하는 일의 양은 0 이 아니므로 특정 순간의 전압과 전류의 양인 순시값과 일정 주기에서 실재 투여되는 실효값을 고려하여야 한다. 온저항(영어: Impedance 임피던스[*])은 교류에 옴의 법칙을 적용하여 교류의 전류에 대한 전압의 비를 나타낸 것이다. 약어로는 {\displaystyle Z}가 쓰인다. 회로 이론에서는 영어인 임피던스로 표기되는 경우가 더 많다.
{\displaystyle Z={\frac {V}{I}}}
{\displaystyle Z}: 온저항, {\displaystyle I}: 전류, {\displaystyle V}: 전압
일반적인 공급 전원은 동상(同相, in phase)이므로 전압과 전류의 위상과 순간 변위는 같다고 간주하여 계산할 수 있다. 전기 회로가 저항 성분만을 갖는다면 전압과 전류의 위상변화는 없고 온저항 역시 전원의 실효 전압과 실효 전류로만 계산될 수 있다. 그러나, 유도계수를 갖는 유도자나 전기용량을 갖는 축전기는 전류와 전압의 위상을 변화시킨다. 순수한 유도계수 회로나 전기용량 회로에서 전압과 전류는 90°의 위상차이를 보인다. 실재 모든 전기 회로는 저항 성분이 함께 나타나기 때문에 전압과 전류의 위상차는 0°와 90°사이의 어떠한 값이 된다.

축전기(위)와 유도자(아래)의 전압 전류 위상 변화

교류 전기 회로에서 온저항은 전압과 전류의 위상차에 따른 변화를 반영하여 계산하게 된다. 위상차에 의해 발생하는 저항 성분의 변위 백터를 반응저항이라고 한다. 반응저항은 빛이나 열을 발생시키는 일을 하지는 않지만 전기 에너지의 일부를 흡수하거나 배출하는 역할을 하기 때문에 결과적으로 온저항의 값에 영향을 미친다. 따라서 교류 회로의 전기저항은 빛과 열을 발생시키며 전기 부하의 역할을 하는 실효저항과 유도자나 축전기 등의 위상 변화에 따라 발생하는 반응저항으로 구분될 수 있다. 실재 전기 부품은 유도자나 축전기 역시 스스로도 자체 저항값을 갖고 있기 때문에 순수한 유도계수나 전기용량에 부품 자체의 실효저항을 직렬 연결한 것으로 파악하는 등가회로를 이용하여 계산한다.
전기용량에 의한 위상 변화는 전류가 전압보다 90° 앞서고, 순수 유도계수에 의한 위상 변화에서는 전류가 전압보다 90°뒤에 놓인다. 어느 경우든 전기회로에서 이러한 위상 변화는 결국 전류 진행 방향에 반대되는 기전력을 일으켜 전류의 흐름을 방해하게 된다. 이것이 빛과 열을 발생하지 않음에도 이들이 저항으로 분류되는 이유이다. 일반적으로 실효저항은 {\displaystyle R}, 유도반응저항은 {\displaystyle X_{L}}, 용량반응저항은 {\displaystyle X_{C}}로 표기한다.
유도반응저항 {\displaystyle X_{L}}과 용량반응저항 {\displaystyle X_{C}}는 다음과 같이 나타낼 수 있다.
{\displaystyle X_{L}=2\pi f\cdot L=\omega L}
{\displaystyle X_{L}}: 유도반응저항, {\displaystyle 2\pi f=\omega }: 주파수 성분에 따른 위상, {\displaystyle L}: 유도계수
{\displaystyle X_{C}={\frac {1}{2\pi f\cdot C}}={\frac {1}{\omega C}}}
{\displaystyle X_{C}}: 용량반응저항, {\displaystyle 2\pi f=\omega }: 주파수 성분에 따른 위상, {\displaystyle C}: 전기용량
온저항은 실효저항과 반응저항의 제곱평균제곱근으로 나타낼 수 있다. 따라서 다음과 같이 계산한다.
(온저항)2 = (실효저항)2 + (반응저항)2
= (실효저항)2 + (유도반응저항 - 용량반응저항)2
온저항을 {\displaystyle Z}라 하면,
{\displaystyle Z={\sqrt {R^{2}+(X_{L}-X_{C})^{2}}}}
온저항은 반응저항의 위상 변화를 복소평면에 두어 계산할 수 있다. 이때 온저항은 다음과 같이 나타낸다.
{\displaystyle Z=R+jX} ({\displaystyle j}는 허수 단위)

복소평면에 놓인 온저항. 실효저항이 실수축, 반응저항이 허수축에 놓이고 온저항은 이 둘의 백터로 표시된다.

온저항 백터를 나타내는 복소평면에서 허수축은 반응저항에 따른 위상 변화의 발생을 나타낸다. 반응저항이 0보다 크다는 것은 결과적으로 회로에서 측정하는 두 지점 사이에 흐르는 전류의 위상이 전압 위상의 변화보다 지연된다는 의미이고 0보다 작다면 그 반대를 뜻한다.

## 같이 보기
- 전기 이론: 옴의 법칙, 전력, 전압, 전류
- 전기 회로: 저항기, 축전기, 유도자